# Staurophora pusilla
Staurophora pusilla är en fjärilsart som beskrevs av Wnukowsky 1935. Staurophora pusilla ingår i släktet Staurophora och familjen nattflyn. Inga underarter finns listade i Catalogue of Life.